# Illice persimilis
Illice persimilis là một loài bướm đêm thuộc phân họ Arctiinae, họ Erebidae.